# Ogilbyina novaehollandiae
Ogilbyina novaehollandiae är en fiskart som först beskrevs av Steindachner, 1879.  Ogilbyina novaehollandiae ingår i släktet Ogilbyina och familjen Pseudochromidae. Inga underarter finns listade i Catalogue of Life.